# 山宮藤吉

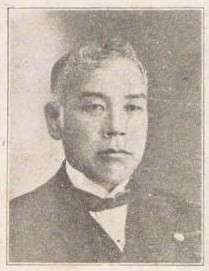
山宮藤吉

山宮 藤吉（やまみや とうきち、1862年4月27日（文久2年3月29日） - 1933年（昭和8年）1月4日）は、明治から昭和時代初期の政治家。衆議院議員（3期）。号に鶴園。

## 経歴
山宮元右衛門の長男として、相模国高座郡萩園村（神奈川県高座郡鶴嶺村、茅ヶ崎町を経て現茅ヶ崎市）に生まれる。1882年（明治15年）3月、家督を相続する。江陽銀行取締役を務める傍ら、1893年（明治26年）鶴嶺村長に就任した。同郷の菊池小兵衛と共に1895年（明治28年）の改進党県支部創立に参加。1899年（明治32年）から1903年（明治36年）まで神奈川県会議員を務めた。この間、1900年（明治33年）県立第三中学校の藤沢への設置に尽くすも失敗。1902年（明治35年）平野友輔と共に公正倶楽部を結成し、反政友を唱える小泉又次郎らと共に活動を展開した。
1912年（明治45年）5月の第11回衆議院議員総選挙では神奈川県郡部から立憲国民党所属で出馬し当選。以後、第12回、第15回総選挙でも当選し、衆議院議員を通算3期務めた。大正政変では島田三郎に同調し立憲同志会に入党し、同会および民政党の政務調査委員を務めた。報徳運動にも尽力し1910年（明治43年）には萩園報徳社を設立したほか、大日本報徳社講師を務めた。書家としても知られ、書道振興に尽くした。墓所は茅ヶ崎市満福寺。